# Свети Архангел Михаил (Крушевица)
Вижте пояснителната страница за други значения на Свети Архангел Михаил.
„Свети Архангел Михаил“ (на македонска литературна норма: „Свети Архангел Михаил“) е православна възрожденска църква в прилепското село Крушевица, Северна Македония. Църквата е под управлението на Преспанско-Пелагонийската епархия на Македонската православна църква.
В църквата се намира дял от мраморно антично стълбче, а в двора частично разрушена римска мраморна надгробна стела с релеф на жена и дете.
Църквата е гробищен храм в източната част на селото и според местните жители е издигната в 30-те години на XIX век, а е обновена в 1931 година. Представлява еднокорабна сграда с полукръгла апсида и галерия на кат. Дървеният иконостас е от 1930 година. На тавана е изписан Христос Вседържител.